# Батави
Батави (лат. Batavi) — германське плем'я, що відокремилося від хаттів через внутрішню ворожнечу, і осіло близько 50 до н. е. в гирлі Рейну, в римській провінції Белгіка. 
У 12 до н. е. покорені римлянами на чолі з Друзом і вважалися з цього часу відданими союзниками Риму. Єдиний виняток становило повстання батавів в 69, коли їм вдалося захопити табір римських легіонерів Castra Vetera поблизу сьогоднішнього міста Ксантена.
У IV столітті батави розчинилися у франках.
Батави вважалися хорошими вершниками та плавцями, літописці відзначали їхню мужність і ретельність. З батавів комплектувалася частина імператорської охорони в Римі. Від батавів пішла назва Батавія, вживана у відношенні до Нідерландів.

## Батавське відродження
З появою в XVI столітті популярної історії про заснування та міфа походження голландського народу, батави стали вважатися своїми предками під час їхньої національної боротьби за незалежність під час Вісімдесятирічної війни Поєднання фантазії та реальності в Cronyke van Hollandt, Zeelandt ende Vriesland (називався Divisiekroniek) августинського монаху і гуманіста Корнелія Герарді Аврелія, вперше опублікованого у 1517, привніс скупі зауваження у нещодавно перевідкритому Germania Тацита до популярної публіки; її перевидавали аж у 1802. Тодішні голландські чесноти незалежності, сили духу та працьовитості були повністю впізнавані серед батавців у більш науковій історії, представленій у Liber de Antiquitate Republicae Batavicorum (1610) Гуго Гроція. Походження було увічнено Ромейном де Хоге у Spiegel van Staat der Vereenigden Nederlanden ("Дзеркало держави Сполучені Нідерланди," 1706), який також мав багато видань, і він був відроджений в атмосфері романтичного націоналізму під час реформ наприкінці вісімнадцятого століття, які побачили короткочасну Батавську республіку та, у колонії Голландської Ост-Індії, столицю під назвою Батавія. Хоча з моменту здобуття Індонезією незалежності місто називається Джакарта, його жителі досі так іменують себе  Betawi або Orang Betawi, тобто "Люди Батавії" – назва, зрештою, походить від стародавніх батавів.
Успіх цієї історії походження був здебільшого завдяки схожості в антропології, яка базувалася на племінних знаннях. Будучи політично та географічно інклюзивним, це історичне бачення задовольнило потреби голландського націотворення та інтеграції в епоху 1890–1914 років.
Однак невдовзі став очевидним недолік цього історичного націоналізму. Це припускало відсутність міцних зовнішніх кордонів, водночас допускаючи досить чіткі внутрішні кордони, які виникали, коли суспільство поляризувалося на три частини. Після 1945 року племінні знання втратили контроль над антропологією і здебільшого зникли. Сучасні варіанти батавського міфу заснування стали більш точними, якщо вказати, що батави були частиною предків голландського народу разом із фризами, франками та саксами – завдяки відстеженню моделей ДНК. Відлуння цієї культурної спадкоємності все ще можна знайти в різних сферах голландської сучасної культури, наприклад, дуже популярна копія корабля «Batavia», яку сьогодні можна знайти в Лелістаді.